# Leila Hatami
Pour les articles homonymes, voir Hatami.
Leila Hatami (en persan : لیلا حاتمی), née le 1er octobre 1972 à Téhéran, est une actrice iranienne, fille du réalisateur Ali Hatami et de l'actrice Zari Khoshkam.

## Éducation
Après avoir fini le lycée, elle va à Lausanne en Suisse pour y suivre des études en génie électrique. Après deux ans, elle change d'orientation pour étudier la littérature française. Elle finit ses études en étudiant le français pendant quelques années, avant de rentrer en Iran.

## Carrière
Après de brèves apparitions dans quelques-uns des films de son père, Leila Hatami tient son premier rôle principal à l'écran dans le film Leila (1996), réalisé par Dariush Mehrjui. Elle reçoit le Diplôme d'honneur de la meilleure actrice du 15e Festival du Film Fajr.
Son rôle dans La station désertée (2002) lui fait gagner la récompense de meilleure actrice du 26e Festival des films du monde de Montréal. Elle est apparue dans le premier film de son mari dans un rôle de directeur, Portrait d'une femme lointaine (Ali Mossafa, 2005).
Dans le film Une séparation d'Asghar Farhadi, elle incarne Simin, rôle qui lui vaut (avec ses partenaires) l'Ours d'argent à la Berlinale 2011.

### Festivals
En 2006, elle fait partie du même jury du 41e Festival international de cinéma de Karlovy Vary, sous la présidence de Goran Paskaljević.
En septembre 2011 elle est membre du Jury de la Révélation Cartier lors du 37e Festival du cinéma américain de Deauville, présidé par Samuel Benchetrit. Plus tard, en décembre elle fait partie du jury du 11e Festival de Marrakech, sous la présidence du réalisateur serbe Emir Kusturica.
En 2012, elle est jurée au 7e Festival international du film de Rome, présidé par le réalisateur américain Jeff Nichols.
En 2014, elle est membre du jury au 67e Festival de Cannes, présidé par la réalisatrice néo-zélandaise Jane Campion. Le 19 mai, elle embrasse le président du Festival Gilles Jacob sur la joue à l'entrée du Palais des Festivals, ce qui scandalise les autorités iraniennes. L'avant dernier jour de l'événement, elle publie une lettre d'excuses officielle.
En 2022, elle préside le jury du 28e Festival international des cinémas d'Asie de Vesoul. La même année, elle est membre du jury de Julianne Moore, lors du 70e Festival de Venise.

## Vie personnelle
De son mariage avec le réalisateur Ali Mossafa, elle a deux enfants, Mani (2007) et Assal (2008).

## Filmographie

### Cinéma
- 1984 : Kamalolmolk d'Ali Hatami : Kamalolmok enfant
- 1992 : Del Shodegan d'Ali Hatami : Leila
- 1996 : Leila de Dariush Mehrjui : Leila
- 1998 : Sheida de Kamal Tabrizi : Sheyda
- 2000 : The Mix de Dariush Mehrju
- 2001 : Eau et feu (Ab va Atash) de Fereydoun Jeyrani : Maryam
- 2001 : Confiture sucrée (Moraba-ye Shirin) de Marzieh Boroomand : la mère de Jalal
- 2001 : La Basse altitude (Ertefae Past) d'Ebrahim Hatamikia : Nargues
- 2002 : La Gare désertée (Istgah-e mMtrouk) d'Alireza Raisian : Mahtab, l'épouse
- 2005 : Portrait d'une femme lointaine (Sima-ye zani dar Dourdast) d'Ali Mossafa
- 2005 : Salade de saison (Salad-e Fasl) de Fereydoun Jeyrani : Leila
- 2005 : Le Verdict (Hokm) de Masud Kimiai : Foroozandeh
- 2005 : Poète des gâchis (Shaer-e Zobale-ha) de Mohammad Ahmadi
- 2005 : Ghayegh-ha Ye Man (court métrage) de Safi Yazdanian : Maryam (voix)
- 2007 : Har shab, tanhayi de Rasoul Sadrameli
- 2008 : Shirin d'Abbas Kiarostami : elle-même
- 2009 : Bi Pooli de Hamid Nematollah : Shokouh
- 2010 : There are Things you don't know (Chizhayi hast ke nemidani) de Fardin Saheb-Zamani : Madame le médecin
- 2010 : Love at 40 (Chehel Salegi) d'Alireza Raisian : Negar
- 2010 : Recherché en mai (Parse Dar Meh / A Walk in the Fog) de Bahram Tavakoli : Roya
- 2011 : Une séparation (Jodaeiye Nader az Simin) d'Asghar Farhadi : Simin
- 2011 : Felicity Land (Sa'adat Abad) de Maziar Miri : Yasi
- 2012 : Orange Costume (Narenji Poush) de Dariush Mehrjui : Nahal Nahavandi
- 2012 : La Dernière étape (Pelle Akhar) d’Ali Mossafa : Leyli
- 2012 : Meeting Leila (Ashnaee ba Leila) d'Adel Yaraghi : Leila
- 2013 : The Sealed Secret (Sar Be Moohr) de Hadi Moghadamdoost : Saba
- 2014 : Quelle heure est-il dans ton monde ? (Dar donya ye to saat chand ast ?) de Safi Azdanian : Gileh Gol
- 2015 : Time to Love (Dorane Asheghi) d'Alireza Raisian : Bita Tamadon
- 2016 : I de Soheil Beiraghi : Azar Mirzaei
- 2016 : Your Gift to the Earth (court métrage) de Nima Bank : l'ambassadrice de campagne
- 2017 : Subdued (Rag-e Khab) de Hamid Nematollah : Mina
- 2018 : Bomb : A Love Story (Bomb, yek asheghaneh) de Payman Maadi : Mitra
- 2018 : Pig de Mani Haghighi : Shiva Mohajer
- 2018 : Tale of the Sea (Hekayat-e darya) de Bahman Farmanara : Parvaneh
- 2018 : The Last Fiction d'Ashkan Rahgozar : Shahrzad (voix)
- 2018 : Being Woman is Beautiful (court métrage) de Nima Bank
- 2019 : A Man Without a Shadow d'Alireza Raisian : Sayeh Tamaddon
- 2019 : We are All Together de Kamal Tabrizi : Madame Mozhdehi
- 2021 : Absence (Naboodan) d'Ali Mosaffa :
- 2021 : The Visit de Mehdi Norowzian : Mariam
- 2022 : Imagine (Tasavor) d'Ali Behrad : la femme
- 2024 : The Old Bachelor (Pir Pesar) d'Oktay Baraheni

### Télévision
- 1977 : Talagh (mini-série télévisée)
- 1986 : Ba Zaban-e bizabani (série télévisée)
- 1999-2000 : The English Briefcase (Kif-e Englisi) (série télévisée) : Mastaneh Pirayesh
- 2007-2008 : Paridokht (série télévisée)
- 2019 : Blue Whale (Nahang-e Abi) (série télévisée) : Anahita
- 2022 : Women's Secret Network (Shabakeh Makhfi Zanan) (série télévisée)

## Distinctions

### Récompenses
- Diplôme d'honneur pour une performance dans un rôle de premier plan pour  Leila, au 15e Festival de cinéma de Fajr, 1997
- Meilleure actrice dans un rôle de premier plan pour l'eau et incendie, à la cérémonie de 5e khaneh cinéma, 2001
- Meilleure actrice (ex aequo) pour La Gare désertée, au 25e Festival des films du monde de Montréal, 2002
- Meilleure actrice dans un rôle de premier plan pour les Bi Pooli, au 27e Festival de cinéma de Fajr, 2009 (1388)
- Ours d'argent de la meilleure actrice pour Une séparation, au Festival de cinéma de Berlin (avec Sareh Bayat et Sarina Farhadi), 2011
- Prix FIPRESCI de la meilleure actrice pour Une séparation, au 23e Festival international de cinéma de Palm Springs, 2012
- Meilleure actrice pour La Dernière étape, au 47e Festival de cinéma de Karlovy Vary, 2012

### Décoration
- Ordre des Arts et des Lettres (2012)[5]